# الأمراض والأوبئة بين الشعوب الأصلية في الأمريكتين

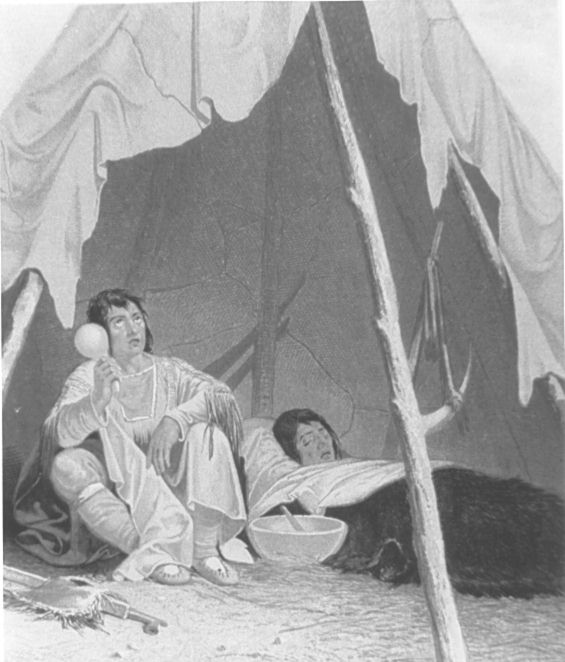
تصور فنان أمريكي من القرن التاسع عشر لطبيب يعتني بأمريكي هندي مريض، من رسم توضيحي لكتاب يعود إلى عام 1857.

تاريخ الأمراض والأوبئة بين الشعوب الأصلية في الأمريكتين يتكوَّن أساسًا من عنصرين: الأمراض المتوطنة لدى الشعوب الأصلية، وتلك التي جلبها المستوطنون إلى الأمريكتين من العالم القديم (إفريقيا وآسيا وأوروبا).
رغم وجود مجموعة متنوعة من الأمراض المعدية في الأمريكتين في العصر ما قبل الكولومبي، أدى صِغر حجم السكان وقلة عدد الحيوانات المُستأنسة التي قد تنقل أمراضًا حيوانية المنشأ بالإضافة إلى محدودية التفاعل بين هذه المجموعات السكانية (مقارنةً بما كان عليه الحال في أوراسيا وإفريقيا) إلى إعاقة انتشار الأمراض المُعدية. من بين الأمراض المعدية القليلة التي قد تكون ذات أصل أمريكي مرض الزهري. باستثناء ذلك، نشأت معظم الأمراض المعدية الكبرى المعروفة اليوم في العالم القديم. انتهى العصر الأمريكي الذي كان فيه انتشار الأمراض المعدية محدودًا بوصول الأوروبيين إلى الأمريكتين وحدوث تبادل كولومبي شمل الكائنات الدقيقة (الميكروبات)، بما في ذلك تلك التي تُسبب الأمراض للبشر. كان للأمراض والجوائح الأوروبية تأثيرات كبرى على حياة السكان الأصليين خلال الفترة الاستعمارية وفي القرن التاسع عشر بشكل خاص.
كانت أفرو-أوراسيا ملتقىً لشعوبٍ متنوعة ومتباعدة جغرافيًا، تفصل بينها مئات أو حتى آلاف الأميال؛ لكن الحروب المتكررة التي شنّتها الشعوب الغازية ساعدت في نشر الأمراض المعدية في جميع أنحاء القارة، تمامًا كما فعلت حركة التجارة، بما في ذلك طريق الحرير. لأكثر من ألف عام، جلب المسافرون البضائع والأمراض المعدية من الشرق، إذ انتقل بعضها من الحيوانات إلى البشر. نتيجةً للتعرض المزمن، أصبحت العديد من الأمراض المعدية وافدة في تلك المجتمعات مع مرور الوقت، ما أدى إلى تطوير مناعة مكتسبة تدريجيًا لدى الأوروبيين الناجين، رغم أنهم ظلوا عرضةً للجوائح والأوبئة. حمل الأوروبيون معهم هذه الأمراض الوافدة عندما هاجروا واستكشفوا العالم الجديد.
غالبًا ما نقل الأوروبيون الأمراض المعدية إلى الأمريكيين الأصليين من خلال أنشطة التجارة والاستيطان، بل وكان ممكنًا أن تنتقل هذه الأمراض إلى أماكن بعيدة عن مراكز الاستعمار من خلال التبادل التجاري بين مجموعات السكان الأصليين أنفسهم. ساهمت الحروب والعبودية في نقل الأمراض. بما أن مجتمعات الأمريكيين الأصليين كانت تاريخيًا نظيفة ولم يسبق وتعرضت لمعظم هذه الأمراض المعدية، نادرًا ما كانت تملك مناعة فردية أو جماعية مكتسبة، ونتيجةً لذلك، عانت من معدلات وفيات مرتفعة للغاية. سببت هذه الوفيات الكثيرة اضطرابات شديدة ضمن المجتمعات الأصلية. تُعرف هذا الظاهرة باسم «تأثير التربة العذراء».

## أصل الأمراض
يمكن تتبّع معظم أمراض العالم القديم ذات الأصل المعروف إلى إفريقيا وآسيا، وأُدخلت إلى أوروبا مع مرور الوقت. نشأ مرض الجدري في إفريقيا أو آسيا والطاعون في آسيا والكوليرا في آسيا والإنفلونزا في آسيا والملاريا في إفريقيا وآسيا والحصبة من مرض طاعون البقر الآسيوي والسل في آسيا والحمى الصفراء في إفريقيا والجذام في آسيا وحمى التيفوئيد في إفريقيا والزهري في أمريكا وإفريقيا والهربس في إفريقيا وفيروس زيكا في إفريقيا.

## الاحتكاك الأوروبي
أدى وصول واستيطان الأوروبيين في الأمريكتين إلى ما يُعرف بالتبادل الكولومبي. خلال هذه الفترة، جلب المستوطنون الأوروبيون معهم العديد من التقنيات والحيوانات والنباتات وأنماط الحياة المختلفة، التي استفاد السكان الأصليون من بعضها. أخذ الأوروبيون أيضًا نباتات وسلعًا من الأمريكتين إلى العالم القديم. مثلًا، أصبحت البطاطا والطماطم من العناصر الأساسية في المأكولات الأوروبية والآسيوية.
رغم ذلك، أحضر الأوروبيين أيضًا –دون قصد– أمراضًا معدية جديدة، من بينها: الجدري والطاعون الدملي وجدري الماء والكوليرا والزكام والخناق والإنفلونزا والملاريا والحصبة والحمى القرمزية والأمراض المنقولة جنسيًا (باستثناء محتمل لمرض الزهري) وحمى التيفوئيد والحمى النمشية والسل (رغم أن شكلًا من أشكاله كان موجودًا في أمريكا الجنوبية قبل الاحتكاك بالأوروبيين) والسعال الديكي. أدت هذه الأمراض إلى أوبئة واسعة النطاق بين الأمريكيين الأصليين، الذين عانوا من العجز والمرض ومعدلات وفيات مرتفعة. كان الأوروبيون المصابون بهذه الأمراض غالبًا ما يحملونها في طور السكون، أو يكونون مصابين بها دون ظهور أعراض، أو يعانون من أعراض طفيفة فقط، وذلك لأن أوروبا خضعت لقرون من الانتقاء الطبيعي نتيجة هذه الأمراض. غالبًا ما كان المستكشفون والمستعمرون ينقلون هذه الأمراض إلى السكان الأصليين دون علمهم. بالإضافة إلى ذلك، ساهم استعباد الأفارقة واستخدام طرق التجارة في انتشار الأمراض.

### التغيرات البيئية والأمراض الجديدة
أضعفت محاولات الاستعمار الأوروبي بشكل كبير من قدرة السكان الأصليين على المقاومة، ما أدى في النهاية إلى تغييرات بيئية واسعة. أدخل الأوروبيون محاصيل جديدة وحيوانات مثل الخنازير، ما أثّر على النظم البيئية المحلية وجلب أمراضًا جديدة. يمكن ملاحظة ذلك مثلًا في حالات تفشي الأمراض عندما سافر كريستوفر كولومبوس عام 1493 إلى الأمريكتين، وتحديدًا إلى جزيرة هسبنيولا. هناك، ساهم العدد الزائد من الخنازير في ظهور وباء الإنفلونزا. كان هذا المرض من العوامل التي أسهمت في الانخفاض الحاد في عدد السكان على مر التاريخ، وبذلك، قد تكون الإنفلونزا أصبحت مرضًا وافدًا انتشر بشكل مستمر في المنطقة نتيجةً للتغيرات البيئية التي أحدثها الاستعمار الأوروبي.

### الاستيطان القسري وانتشار الأمراض
كان للاستعمار الأوروبي أيضًا تأثير على السكان من خلال عمليات الاستيطان القسري التي زادت من تعرضهم للأمراض. كانت سياسة الاستعمار الإسباني المعروفة باسم «التجميع القسري» عاملًا بارزًا في انتشار المرض. كانت متطلبات هذا النوع من الاستيطان تُلزم السكان بترك منازلهم التقليدية والانتقال إلى أراضٍ جديدة غالبًا ما كانت تُدار من قبل مبشّرين فرنسيسكانيين. تحت هذه السياسة، لم تقتصر الأضرار على تقويض أسلوب الحياة التقليدي للسكان الأصليين، بل أدّت أيضًا إلى خلق بيئات مثالية لانتشار الأمراض بسهولة.

### الجدري
كان الجدري مرضًا فتاكًا لكثير من الأمريكيين الأصليين، إذ تسبب في أوبئة واسعة النطاق وأصاب القبائل نفسها بشكل متكرر. بعد دخوله إلى المكسيك عام 1519، انتشر المرض عبر أمريكا الجنوبية، وألحق دمارًا كبيرًا بالسكان الأصليين في المناطق التي تُعرف اليوم بكولومبيا وبيرو وتشيلي خلال القرن السادس عشر. كان انتشاره بطيئًا نحو الشمال بسبب قلة الكثافة السكانية في صحراء شمال المكسيك. أُدخل الجدري إلى شرق أمريكا الشمالية بشكل منفصل من قبل المستعمرين الذين وصلوا إلى بليموث بولاية ماساتشوستس عام 1633، وسرعان ما ضرب الفيروس المجتمعات المحلية للسكان الأصليين هناك. وصل إلى أمة الموهوك في عام 1634، ثم إلى منطقة بحيرة أونتاريو في عام 1636، وإلى أراضي قبائل الإيراكوي الأخرى بحلول عام 1679. بين عامي 1613 و1690، عانت قبائل الإيراكوي التي كانت تعيش في كيبك من أربع وعشرين موجة وبائية، كان معظمها نتيجة الإصابة بالجدري. بحلول عام 1698، كان الفيروس قد عبر نهر المسيسيبي، مسببًا وباءً كاد أن يُفني قبيلة كواباو من سكان أركنساس الأصليين.

### الكوليرا
الكوليرا هي عدوى حادة مسببة للإسهال تنتقل عن طريق تناول ماء أو طعام ملوث ببكتيريا ضمة كوليرا. كانت الكوليرا محصورة في آسيا حتى عام 1817، وبحلول عام 1829 وُثق وجودها في أمريكا الشمالية، وسرعان ما انتشرت في المناطق الريفية والحضرية في الولايات المتحدة. حتى القرن العشرين، لم يكن أصل الكوليرا معروفًا. تُعرف أعراض الكوليرا بطبيعتها السريعة والمتقدمة. تشمل الأعراض الغثيان والإسهال والإقياء والتي تؤدي إلى التجفاف واضطراب نظم القلب وانكماش الجلد. ساهمت هذه الأعراض في ارتفاع معدل الوفيات المرتبط بالكوليرا. وقعت بعض من أبرز موجات تفشي الكوليرا خلال القرن التاسع عشر، في وقتٍ لم يكن فيه سبب المرض معروفًا بعد. أثّرت الكوليرا على العديد من المجتمعات في أنحاء الولايات المتحدة، خصوصًا المجتمعات التي كانت تعيش في ظروف صحية سيئة. كانت الشعوب الأمريكة الأصلية من بين الفئات السكانية التي تأثرت بالأمراض التي تنقلها المياه مثل الكوليرا. رغم أن الكوليرا غيّرت حياة جميع الأمريكيين، كان لطبيعتها وطريقة انتشارها عبر المجتمعات أثر كبير ومستمر على المجتمعات الأصلية عبر التاريخ.